# 生活環境主義
生活環境主義（せいかつかんきょうしゅぎ）は「当該居住者の立場にたつ」という立場から提唱される環境社会学におけるパラダイムのことである。環境問題の中で、効率・合理性などのために近代技術をいくらでも利用してよいという人間中心主義と、人間の手の関わらない自然環境そのものに固有の価値を認める自然環境中心主義を批判的にとらえる枠組みである。

## 概要
環境問題における保護派と開発派だけではわからない、生活の場における人々の振る舞いをとらえようとする立場が生活環境主義である。